# Plectris signaticollis
Plectris signaticollis är en skalbaggsart som beskrevs av Frey 1974. Plectris signaticollis ingår i släktet Plectris och familjen Melolonthidae. Inga underarter finns listade i Catalogue of Life.